# Sebastian Lindholm
Sebastian Lindholm (Helsinki, 30 januari 1961) is een Fins voormalig rallyrijder. Hij is de neef van tweevoudig wereldkampioen Marcus Grönholm.

## Carrière

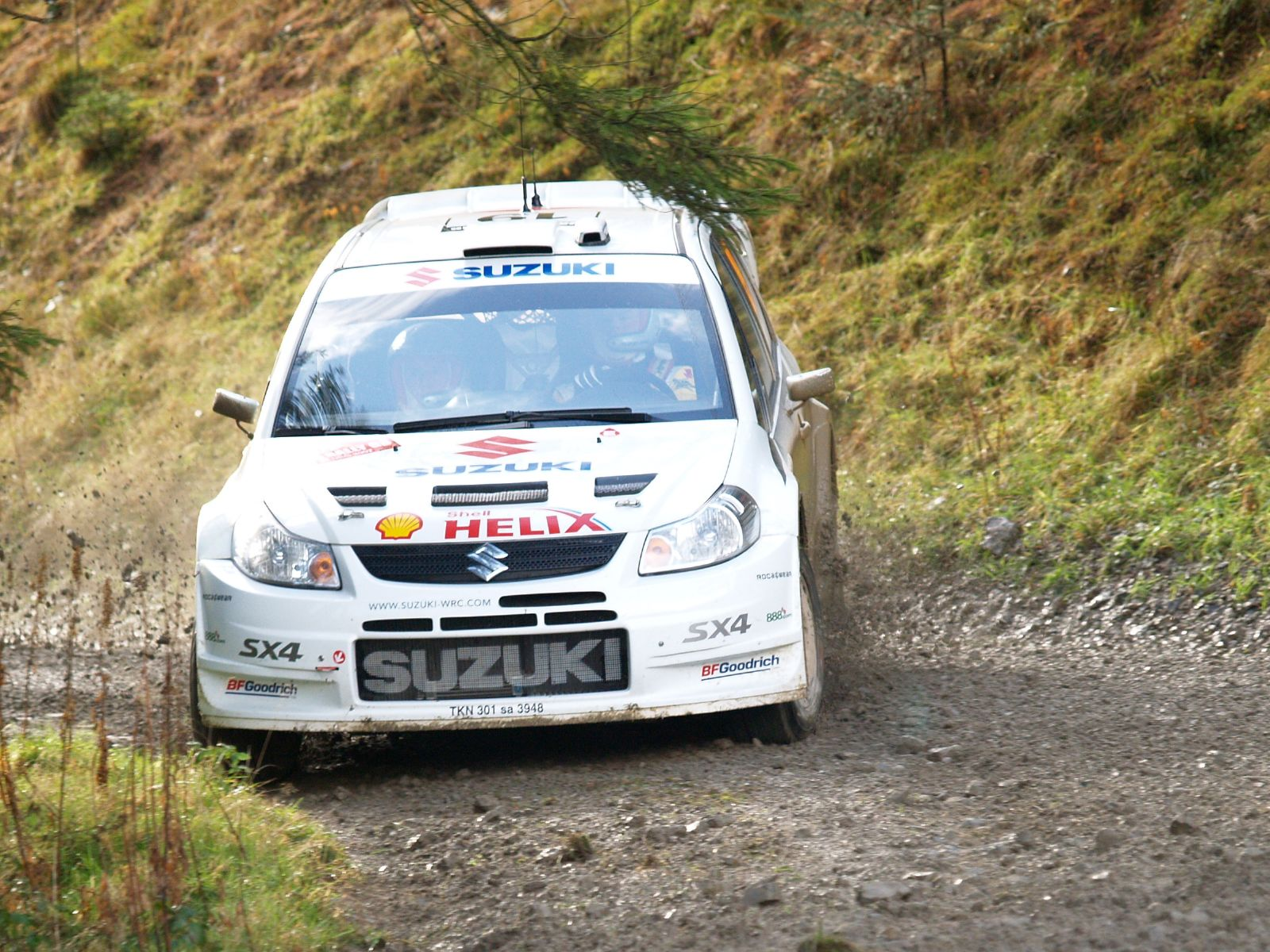
Lindholm actief met de Suzuki SX4 WRC in Groot-Brittannië in 2007

Sebastian Lindholm, ook bekend onder zijn bijnaam "Basti", debuteerde in 1982 in de rallysport. Twee jaar later maakte hij in een Opel Ascona zijn debuut in het wereldkampioenschap rally tijdens zijn thuisrally in Finland. Het jaar daarop eindigde hij tijdens hetzelfde evenement in een Audi 80 quattro op een tiende plaats en greep daarmee naar zijn eerste WK-punt toe. Een groter programma in het WK in het 1988 seizoen wierp weinig vruchten af voor Lindholm en hij limiteerde zich sindsdien voornamelijk tot de Scandinavische rondes in het WK. Zijn beste resultaat werd een vierde plaats in Finland in 1997, actief met een Ford Escort WRC. In de edities van 2000, 2004 en 2005 reed Lindholm de rally voor het fabrieksteam van Peugeot, ingezet door het team als lokale specialist. Hij werd hierna betrokken als testrijder bij Suzuki, en tijdens de WK-ronde van Groot-Brittannië in 2007 bestuurde hij de nieuwe Suzuki SX4 WRC voor het eerst op onverhard in het WK rally, maar was hierna niet betrokken bij het grotere programma in het daaropvolgende seizoen.
Lindholm's grootste successen kwamen uiteindelijk op nationaal niveau. Hij greep maar liefst acht keer naar de Finse rallytitel toe; in 1990, 1993, 1995, 2000, 2002, 2003, 2004 en 2006. Tot aan 2009 nam hij nog geregeld deel aan rally's, waar hij in datzelfde jaar betrokken was bij een ongeluk die een toeschouwer het leven kostte.
Lindholm keerde eenmalig terug met een deelname aan de Rally van Finland in 2012 in een Ford Fiesta RS WRC, waarin hij eindigde als veertiende. Zijn zoon, Emil Lindholm, is inmiddels ook rallyrijder en tegenwoordig deelnemer aan het WRC-3 en Junior World Rally Championship in het WK.

## Complete resultaten in het wereldkampioenschap rally
| Seizoen | Inschrijving            | Auto                        | 1     | 2       | 3       | 4   | 5   | 6       | 7   | 8      | 9       | 10      | 11  | 12    | 13      | 14  | 15  | 16     | Pos. | Punten |
| ------- | ----------------------- | --------------------------- | ----- | ------- | ------- | --- | --- | ------- | --- | ------ | ------- | ------- | --- | ----- | ------- | --- | --- | ------ | ---- | ------ |
| 1984    | Sebastian Lindholm      | Opel Ascona                 | MON   | ZWE     | POR     | KEN | FRA | GRI     | NZL | ARG    | FIN DNF | ITA     | IVK | GBR   |         |     |     |        | –    | 0      |
| 1985    | VW-Auto Oy              | Audi 80 quattro             | MON   | ZWE     | POR     | KEN | FRA | GRI     | NZL | ARG    | FIN 10  | ITA     | IVK | GBR   |         |     |     |        | 69   | 1      |
| 1986    | Sebastian Lindholm      | Audi 80 quattro             | MON   | ZWE DNF | POR     | KEN | FRA | GRI     | NZL | ARG    |         |         |     |       |         |     |     |        | –    | 0      |
| 1986    | VW-Auto Oy              | Audi 80 quattro             |       |         |         |     |     |         |     |        | FIN 13  | IVK     | ITA | GBR   | VST     |     |     |        | –    | 0      |
| 1987    | VW-Auto Oy              | Audi Coupé quattro          | MON   | ZWE     | POR     | KEN | FRA | GRI     | VST | NZL    | ARG     | FIN 7   | IVK | ITA   | GBR     |     |     |        | 46   | 4      |
| 1988    | Sebastian Lindholm      | Audi Coupé quattro          | MON   | ZWE 9   |         |     |     |         |     |        |         |         |     |       | GBR DNF |     |     |        | 71   | 2      |
| 1988    | David Sutton Motorsport | Audi Coupé quattro          |       |         | POR DNF | KEN | FRA | GRI DNF | VST | NZL    | ARG     |         |     |       |         |     |     |        | 71   | 2      |
| 1988    | Autodrive Oy            | Lancia Delta Integrale      |       |         |         |     |     |         |     |        |         | FIN DNF | IVK | ITA   |         |     |     |        | 71   | 2      |
| 1989    | Autonovo Oy             | Lancia Delta Integrale      | ZWE 6 | MON     | POR     | KEN | FRA | GRI     | NZL | ARG    | FIN DNF | AUS     | ITA | IVK   | GBR DNF |     |     |        | 41   | 6      |
| 1990    | Team Michelin Finland   | Lancia Delta Integrale 16V  | MON   | POR     | KEN     | FRA | GRI | NZL     | ARG | FIN 8  | AUS     | ITA     | IVK | GBR   |         |     |     |        | 47   | 3      |
| 1991    | Ford Finland            | Ford Sierra RS Cosworth 4x4 | MON   | ZWE     | POR     | KEN | FRA | GRI     | NZL | ARG    | FIN DNF | AUS     | ITA | IVK   | SPA     | GBR |     |        | –    | 0      |
| 1992    | Ford Finland            | Ford Sierra RS Cosworth 4x4 | MON   | ZWE DNF | POR     | KEN | FRA | GRI     | NZL | ARG    | FIN 7   | AUS     | ITA | SPA   | IVK     | GBR |     |        | 41   | 4      |
| 1993    | Ford Motor Co Ltd.      | Ford Escort RS Cosworth     | MON   | ZWE DNF | POR     | KEN | FRA | GRI     | ARG | NZL    |         |         |     |       |         |     |     |        | 31   | 6      |
| 1993    | Ford Team Finland       | Ford Escort RS Cosworth     |       |         |         |     |     |         |     |        | FIN 6   | AUS     | ITA | SPA   |         |     |     |        | 31   | 6      |
| 1993    | Sebastian Lindholm      | Ford Escort RS Cosworth     |       |         |         |     |     |         |     |        |         |         |     |       | GBR DNF |     |     |        | 31   | 6      |
| 1994    | Ford Team Finland       | Ford Escort RS Cosworth     | MON   | ZWE     | POR     | KEN | FRA | GRI     | ARG | NZL    | FIN DNF | AUS     | ITA | SPA   | GBR     |     |     |        | –    | 0      |
| 1995    | Ford Team Finland       | Ford Escort RS Cosworth     | MON   | ZWE     | POR     | KEN | FRA | GRI     | ARG | NZL    | FIN DNF | AUS     | ITA | SPA   |         |     |     |        | –    | 0      |
| 1995    | Sebastian Lindholm      | Ford Escort RS 2000         |       |         |         |     |     |         |     |        |         |         |     |       | GBR DNF |     |     |        | –    | 0      |
| 1996    | Ford Team Finland       | Ford Escort RS Cosworth     | MON   | ZWE DNF | POR     | KEN | IND | FRA     | GRI | NZL    | ARG     | FIN 7   | AUS | ITA   | SPA     | GBR |     |        | 23   | 4      |
| 1997    | Ford Team Finland       | Ford Escort WRC             | MON   | ZWE     | KEN     | POR | SPA | FRA     | ARG | GRI    | NZL     | FIN 4   | IND | ITA   | AUS     | GBR |     |        | 17   | 3      |
| 1998    | Ford Team Finland       | Ford Escort WRC             | MON   | ZWE     | KEN     | POR | SPA | FRA     | ARG | GRI    | NZL     | FIN DNF | ITA |       |         |     |     |        | 16   | 2      |
| 1998    | Gazprom Rally Team      | Ford Escort WRC             |       |         |         |     |     |         |     |        |         |         |     | AUS 9 | GBR 5   |     |     |        | 16   | 2      |
| 1999    | Gazprom Motorsport Team | Ford Escort WRC             | MON   | ZWE DNF | KEN     | POR | SPA | FRA     | ARG | GRI    | NZL     |         |     |       |         |     |     |        | –    | 0      |
| 1999    | Ford Team Finland       | Ford Escort WRC             |       |         |         |     |     |         |     |        |         | FIN 7   | CHN | ITA   | AUS     | GBR |     |        | –    | 0      |
| 2000    | Peugeot Esso Sport      | Peugeot 206 WRC             | MON   | ZWE     | KEN     | POR | SPA | ARG     | GRI | NZL    | FIN 5   | CYP     | FRA | ITA   | AUS     | GBR |     |        | 18   | 2      |
| 2001    | Sebastian Lindholm      | Peugeot 206 WRC             | MON   | ZWE     | POR     | SPA | ARG | CYP     | GRI | KEN    | FIN 8   | NZL     | ITA | FRA   | AUS     | GBR |     |        | –    | 0      |
| 2002    | Sebastian Lindholm      | Peugeot 206 WRC             | MON   | ZWE 9   | FRA     | SPA | CYP | ARG     | GRI | KEN    |         |         |     |       |         |     |     |        | –    | 0      |
| 2002    | Peugeot Sport Finland   | Peugeot 206 WRC             |       |         |         |     |     |         |     |        | FIN 7   | DUI     | ITA | NZL   | AUS     | GBR |     |        | –    | 0      |
| 2003    | Peugeot Sport Finland   | Peugeot 206 WRC             | MON   | ZWE     | TUR     | NZL | ARG | GRI     | CYP | DUI    | FIN 8   | AUS     | ITA | FRA   | SPA     | GBR |     |        | 21   | 1      |
| 2004    | Marlboro Peugeot Total  | Peugeot 307 WRC             | MON   | ZWE     | MEX     | NZL | CYP | GRI     | TUR | ARG    | FIN DNF | DUI     | JPN | GBR   | ITA     | FRA | SPA | AUS    | -    | 0      |
| 2005    | Sebastian Lindholm      | Peugeot 307 WRC             | MON   | ZWE     | MEX     | NZL | ITA | CYP     | TUR | GRI    | ARG     | FIN DNF | DUI | GBR   | JPN     | FRA | SPA | AUS    | –    | 0      |
| 2007    | Suzuki World Rally Team | Suzuki SX4 WRC              | MON   | ZWE     | NOO     | MEX | POR | ARG     | ITA | GRI    | FIN     | DUI     | NZL | SPA   | FRA     | JPN | IER | GBR 27 | –    | 0      |
| 2012    | Sebastian Lindholm      | Ford Fiesta RS WRC          | MON   | ZWE     | MEX     | POR | ARG | GRI     | NZL | FIN 14 | DUI     | GBR     | FRA | ITA   | SPA     |     |     |        | –    | 0      |